# Comelles
|  | Per a altres significats, vegeu «Comelles (Calders)». |

Comelles és una masia al terme municipal de Castell de l'Areny (Berguedà) inclosa en l'Inventari del Patrimoni Arquitectònic de Catalunya. Masia de planta irregular en forma d'"L", estructurada en planta baixa i dos o bé tres pisos superiors. La coberta és a dues aigües amb teula àrab a un dels cossos i d'una sola vessant al cos més llarg. Les obertures són petites, allindanades i disposades de forma aleatòria. El parament és a base de pedres irregulars disposades en filades i unides amb morter. La peculiar estructura es deu molt possiblement a diverses campanyes constructives. La part més antiga és la de tramuntana, amb un conjunt massís que contrasta força amb la desigual façana de migdia, de caràcter més massís.
Hi ha poques notícies documentals de la masia. Possiblement ja existia al s. XV, car el fogatge de 1553 la trobem esmentada, Bartomeu Cases, batlle com apar en cartes 285 fr la parròquia i el terme de Castell, esmenta a Bartomeu Comelles. Arquitectònicament correspon a diferents ampliacions: un primer nucli del s. XV i XVI, una posterior ampliació en època de gran prosperitat al camp català (s. XVIII) i finalment l'arranjada d'obertures, probablement del s. XIX, així com les obres generals de condicionament ja del s. XX.